# One 31
『One 31』（正式名称: Channel One 31、สถานีโทรทัศน์ช่องวัน 31）は、The One Enterprise傘下のGMMグラミーが所有するタイの地上デジタルテレビ放送。One31、One31 HDとしてブランディングされている。ドラマ、バラエティ番組、競技、ニュース、エンターテインメント番組など、多様なコンテンツを提供している。
2011年12月1日、『One 31』の第1回が放送され、GMMグラミー傘下の企業によって制作されたコンテンツとテレビ番組が『1-Sky One』（วัน-สกาย วัน）の名称で放送された。2012年4月1日、『1-Sky One』は『GMM Z Hitz』（จีเอ็มเอ็มแซต ฮิตส์）に改称された。
2012年11月1日、『GMM Z Hitz』は『GMM One』に改称された。現在の名称である『One 31』は2015年12月2日から使用されている。